# Zimny pocałunek
Zimny pocałunek (tytuł oryg. Kissed) – kanadyjski dramat filmowy z 1996 roku, napisany, wyprodukowany i wyreżyserowany przez Lynne Stopkewich. Światowa premiera obrazu miała miejsce w sierpniu 1996 podczas Międzynarodowego Festiwalu Filmowego w Toronto.
Dramat oparto na podstawie noweli Barbary Gowdy We So Seldom Look on Love.

## Opis fabuły
Sandra Larson jest młodą kobietą z wyraźną obsesją na punkcie śmierci. Bohaterka podejmuje pracę w kostnicy, gdzie ma szansę realizować swoje nekrofilskie fantazje. Partner Sandry, Matt, jest w niej zakochany, lecz z trudem radzi sobie ze świadomością parafilii dziewczyny.

## Obsada
- Molly Parker − Sandra Larson
- Peter Outerbridge − Matt
- Jay Brazeau − pan Wallis, właściciel zakładu pogrzebowego
- Natasha Morley − Sandra jako dziecko
- Jessie Winter Mudie − Carol, przyjaciółka Sandry
- James Timmons − Jan, dozorca w kostnicy
- Joe Maffei − nauczyciel biologii
- Robert Thurston − detektyw
- Annabel Kershaw − matka Sandry
- Tim Dixon − ojciec Sandry, właściciel Larson's Flowers

## Nagrody i wyróżnienia
- 1996, Międzynarodowy Festiwal Filmowy w Toronto:
  - specjalna pochwała jury dla najlepszego kanadyjskiego filmu fabularnego (nagrodzona: Lynne Stopkewich)
- 1996, Vancouver International Film Festival:
  - nagroda dla najlepszego zachodniokanadyjskiego reżysera (Lynne Stopkewich)
- 1997, Genie Awards:
  - nagroda Genie w kategorii najlepsza aktorka (Molly Parker)
  - nominacja do nagrody Genie w kategorii najlepszy film (Dean English, Lynne Stopkewich)
  - nominacja do nagrody Genie w kategorii najlepszy reżyser (Lynne Stopkewich)
  - nominacja do nagrody Genie w kategorii najlepszy scenariusz (Lynne Stopkewich, Angus Fraser)
  - nominacja do nagrody Genie w kategorii najlepszy aktor (Peter Outerbridge)
  - nominacja do nagrody Genie w kategorii najlepsze zdjęcia (Gregory Middleton)
  - nominacja do nagrody Genie w kategorii najlepsza muzyka (Don MacDonald)
  - nominacja do nagrody Genie w kategorii najlepsza piosenka ("Bounds of Love" w wykonaniu Kristy Lee Thirsk)
- 1997, Kataloński Międzynarodowy Festiwal Filmowy w Sitges:
  - nominacja do nagrody dla najlepszego filmu (Lynne Stopkewich)
- 1998, Malaga International Week of Fantastic Cinema:
  - nagroda dla najlepszego filmu (Lynne Stopkewich)
  - nagroda dla najlepszego reżysera (Lynne Stopkewich)
  - nagroda dla najlepszej aktorki (Molly Parker)